# Lista över avsnitt av Teenage Mutant Ninja Turtles (1987)
Detta är en lista över alla 193 avsnitt av den tecknade tv-serien Teenage Mutant Ninja Turtles, som sändes mellan december 1987 och november 1996. Serien utspelar sig främst på Manhattan i New York där de muterade sköldpaddorna Donatello, Leonardo, Michelangelo och Raphael tillsammans med sin sensei, den muterade råttan Splinter, kämpar mot den onda Fotklanen ledd av Shredder och Krang.

## Översikt
| Säsong | Säsong             | Antal avsnitt | Ursprungliga sändningsdatum           | Ursprungliga sändningsdatum         |
| Säsong | Säsong             | Antal avsnitt | Säsongsinledning                      | Säsongsavslutning                   |
| ------ | ------------------ | ------------- | ------------------------------------- | ----------------------------------- |
|        | 1                  | 5             | 28 december 1987                      | 1 januari 1988                      |
|        | 2                  | 13            | 1 oktober 1988                        | 31 december 1988                    |
|        | 3                  | 47            | 25 september 1989                     | 22 december 1989                    |
|        | 4                  | 41            | 8 september 1990                      | 29 mars 1991                        |
|        | 5                  | 20            | 14 september 1991                     | 16 november 1991                    |
|        | 6                  | 16            | 12 september 1992                     | 26 december 1992                    |
|        | Vacation in Europe | 13            | 1992 (Europa) 18 september 1993 (USA) | 1992 (Europa) 30 oktober 1993 (USA) |
|        | 7                  | 14            | 30 oktober 1993                       | 18 december 1993                    |
|        | 8                  | 8             | 17 september 1994                     | 5 november 1994                     |
|        | 9                  | 8             | 16 september 1995                     | 4 november 1995                     |
|        | 10                 | 8             | 14 september 1996                     | 2 november 1996                     |

## Avsnitt

### Säsong 1 (1987-1988)
| Nr |  | Titel                                                                | Regissör         | Manus                    | Originalvisning  |  |        |  |
| -- |  | -------------------------------------------------------------------- | ---------------- | ------------------------ | ---------------- |  | ------ |  |
| 1  |  | "Turtle Tracks"                                                      | Yoshikatsu Kasai | David Wise, Patti Howeth | 28 december 1987 |  | S01E01 |  |
| 2  |  | "Enter the Shredder" "Shredder går över gränsen (video, Sun Studio)" | Yoshikatsu Kasai | David Wise, Patti Howeth | 29 december 1987 |  | S01E02 |  |
| 3  |  | "A Thing About Rats" "Cowabunga! (video, Sun Studio)"                | Yoshikatsu Kasai | David Wise, Patti Howeth | 30 december 1987 |  | S01E03 |  |
| 4  |  | "Hot Rodding Teenagers from Dimension X"                             | Yoshikatsu Kasai | David Wise, Patti Howeth | 31 december 1987 |  | S01E04 |  |
| 5  |  | "Shredder & Splintered"                                              | Yoshikatsu Kasai | David Wise, Patti Howeth | 1 januari 1988   |  | S01E05 |  |

### Säsong 2 (1988)
| Nr |  | Titel                                                                        |  | Regissör  | Manus                                  |  |  | Originalvisning  |  | TV-kod |  |  |
| -- |  | ---------------------------------------------------------------------------- |  | --------- | -------------------------------------- |  |  | ---------------- |  | ------ |  |  |
| 6  |  | "Return of the Shredder" "Direkt från kloaken (video, Sun Studio)"           |  | Bill Wolf | David Wise, Patti Howeth, Christy Marx |  |  | 1 oktober 1988   |  | S02E01 |  |  |
| 7  |  | "The Incredible Shrinking Turtles"                                           |  | Bill Wolf | Larry Parr                             |  |  | 8 oktober 1988   |  | S02E02 |  |  |
| 8  |  | "It Came from Beneath the Sewers"                                            |  | Bill Wolf | Larry Parr                             |  |  | 15 oktober 1988  |  | S02E03 |  |  |
| 9  |  | "The Mean Machines"                                                          |  | Bill Wolf | Michael Reaves                         |  |  | 22 oktober 1988  |  | S02E04 |  |  |
| 10 |  | "Curse of the Evil Eye"                                                      |  | Bill Wolf | Martin Pasko                           |  |  | 29 oktober 1988  |  | S02E05 |  |  |
| 11 |  | "The Case of the Killer Pizzas" "De läskiga pizzorna (video, Sun Studio)"    |  | Bill Wolf | Douglas Booth                          |  |  | 5 november 1988  |  | S02E06 |  |  |
| 12 |  | "Enter: the Fly" "Den farliga flugan (video, Sun Studio)"                    |  | Bill Wolf | Michael Reaves, Brynne Stephens        |  |  | 12 november 1988 |  | S02E07 |  |  |
| 13 |  | "Invasion of the Punk Frogs" "Punkgrodorna anfaller (video, Sun Studio)"     |  | Bill Wolf | Michael Reaves                         |  |  | 19 november 1988 |  | S02E08 |  |  |
| 14 |  | "Splinter No More" "Splinter får problem (video, Sun Studio)"                |  | Bill Wolf | Michael Reaves, Brynne Stephens        |  |  | 26 november 1988 |  | S02E09 |  |  |
| 15 |  | "New York's Shiniest" "De starkaste i New York (video, Sun Studio)"          |  | Bill Wolf | Richard Merwin                         |  |  | 3 december 1988  |  | S02E10 |  |  |
| 16 |  | "Teenagers from Dimension X" "Vänner från Dimension X (video, Sun Studio)"   |  | Bill Wolf | Michael Reaves                         |  |  | 10 december 1988 |  | S02E11 |  |  |
| 17 |  | "The Catwoman from Channel Six" "En allvarlig situation (video, Sun Studio)" |  | Bill Wolf | Richard Merwin                         |  |  | 17 december 1988 |  | S02E12 |  |  |
| 18 |  | "Return of the Technodrome" "Världens undergång (video, Sun Studio)"         |  | Bill Wolf | Michael Reaves                         |  |  | 24 december 1988 |  | S02E13 |  |  |

### Säsong 3 (1989)
| Nr |  | Titel                                                                        |  | Regissör  | Manus                                  |  |  | Originalvisning   |  | TV-kod |  |  |
| -- |  | ---------------------------------------------------------------------------- |  | --------- | -------------------------------------- |  |  | ----------------- |  | ------ |  |  |
| 19 |  | "Beneath These Streets"                                                      |  | Bill Wolf | Michael Reaves                         |  |  | 25 september 1989 |  |        |  |  |
| 20 |  | "Turtles on Trial"                                                           |  | Bill Wolf | Michael Reaves                         |  |  | 1989              |  |        |  |  |
| 21 |  | "Attack of the 50-Foot Irma"                                                 |  | Bill Wolf | Rowby Goren                            |  |  | 1989              |  |        |  |  |
| 22 |  | "The Maltese Hamster"                                                        |  | Bill Wolf | David Wise                             |  |  | 1989              |  |        |  |  |
| 23 |  | "Sky Turtles"                                                                |  | Bill Wolf | Reed Shelly, Bruce Shelly              |  |  | 1989              |  |        |  |  |
| 24 |  | "The Old Switcheroo"                                                         |  | Bill Wolf | Michael Reaves                         |  |  | 1989              |  |        |  |  |
| 25 |  | "Burne's Blues"                                                              |  | Bill Wolf | Bill Wolf, Gordon Bressack             |  |  | 1989              |  |        |  |  |
| 26 |  | "The Fifth Turtle" "Den femte turtlen (video, Sun Studio)"                   |  | Bill Wolf | Francis Moss                           |  |  | 1989              |  |        |  |  |
| 27 |  | "Enter the Rat King" "Råttornas konung (video, Sun Studio)"                  |  | Bill Wolf | Buzz Dixon                             |  |  | 1989              |  |        |  |  |
| 28 |  | "Turtles at the Earth's Core" "Turtlarna i Jordens inre (video, Sun Studio)" |  | Bill Wolf | Michael Reaves                         |  |  | 1989              |  |        |  |  |
| 29 |  | "April's Fool"                                                               |  | Bill Wolf | Michael Reaves, Brynne Stephens        |  |  | 1989              |  |        |  |  |
| 30 |  | "Attack of Big MACC" "Robotkriget (video, Sun Studio)"                       |  | Bill Wolf | Francis Moss                           |  |  | 1989              |  |        |  |  |
| 31 |  | "The Ninja Sword of Nowhere" "The Sword of Nowhere"                          |  | Bill Wolf | Michael Edens, Mark Edens              |  |  | 1989              |  |        |  |  |
| 32 |  | "20,000 Leaks Under the City" "Turtlarna på toppen (video, Sun Studio)"      |  | Bill Wolf | Bob Schooley, Mark McCorkle            |  |  | 1989              |  |        |  |  |
| 33 |  | "Take Me to Your Leader" "Vi är bara de bästa (video, Sun Studio)"           |  | Bill Wolf | David Wise                             |  |  | 1989              |  |        |  |  |
| 34 |  | "Four Musketurtles" "De fyra musketurtles (video, Sun Studio)"               |  | Bill Wolf | Doug Molitor                           |  |  | 1989              |  |        |  |  |
| 35 |  | "Turtles, Turtles Everywhere"                                                |  | Bill Wolf | David Bennett Carren, J. Larry Carroll |  |  | 1989              |  |        |  |  |
| 36 |  | "Cowabunga Shredhead"                                                        |  | Bill Wolf | Duane Capizzi, Steve Roberts           |  |  | 1989              |  |        |  |  |
| 37 |  | "Invasion of the Turtle Snatchers"                                           |  | Bill Wolf | Francis Moss                           |  |  | 1989              |  |        |  |  |
| 38 |  | "Camera Bugged"                                                              |  | Bill Wolf | Michael Edens, Mark Edens              |  |  | 1989              |  |        |  |  |
| 39 |  | "Green With Jealousy"                                                        |  | Bill Wolf | Reed Shelly, Bruce Shelly              |  |  | 1989              |  |        |  |  |
| 40 |  | "Return of the Fly"                                                          |  | Bill Wolf | Michael Reaves                         |  |  | 1989              |  |        |  |  |
| 41 |  | "Casey Jones: Outlaw Hero"                                                   |  | Bill Wolf | David Wise                             |  |  | 1989              |  |        |  |  |
| 42 |  | "Mutagen Monster"                                                            |  | Bill Wolf | Michael Edens, Mark Edens              |  |  | 1989              |  |        |  |  |
| 43 |  | "Corporate Raiders from Dimension X"                                         |  | Bill Wolf | David Wise                             |  |  | 1989              |  |        |  |  |
| 44 |  | "Pizza by the Shred"                                                         |  | Bill Wolf | Michael Edens, Mark Edens              |  |  | 1989              |  |        |  |  |
| 45 |  | "Super Bebop and Mighty Rocksteady"                                          |  | Bill Wolf | David Bennett Carren, J. Larry Carroll |  |  | 1989              |  |        |  |  |
| 46 |  | "Beware the Lotus"                                                           |  | Bill Wolf | Doug Molitor                           |  |  | 1989              |  |        |  |  |
| 47 |  | "Blast from the Past"                                                        |  | Bill Wolf | David Wise                             |  |  | 1989              |  |        |  |  |
| 48 |  | "Leatherhead: Terror of the Swamp"                                           |  | Bill Wolf | Michael Reaves                         |  |  | 1989              |  |        |  |  |
| 49 |  | "Michaelangelo's Birthday"                                                   |  | Bill Wolf | Bill Wolf, Eliot Daro                  |  |  | 1989              |  |        |  |  |
| 50 |  | "Usagi Yojimbo"                                                              |  | Bill Wolf | David Wise                             |  |  | 1989              |  |        |  |  |
| 51 |  | "Case of the Hot Kimono"                                                     |  | Bill Wolf | David Bennett Carren, J. Larry Carroll |  |  | 1989              |  |        |  |  |
| 52 |  | "Usagi Come Home"                                                            |  | Bill Wolf | David Wise                             |  |  | 1989              |  |        |  |  |
| 53 |  | "The Making of Metalhead"                                                    |  | Bill Wolf | Michael Reaves                         |  |  | 1989              |  |        |  |  |
| 54 |  | "Leatherhead Meets the Rat King"                                             |  | Bill Wolf | David Wise                             |  |  | 1989              |  |        |  |  |
| 55 |  | "The Turtle Terminator"                                                      |  | Bill Wolf | David Bennett Carren, J. Larry Carroll |  |  | 1989              |  |        |  |  |
| 56 |  | "The Great Boldini"                                                          |  | Bill Wolf | Francis Moss                           |  |  | 1989              |  |        |  |  |
| 57 |  | "The Missing Map"                                                            |  | Bill Wolf | David Wise                             |  |  | 1989              |  |        |  |  |
| 58 |  | "The Gang's All Here"                                                        |  | Bill Wolf | James A. Davis                         |  |  | 1989              |  |        |  |  |
| 59 |  | "The Grybyx"                                                                 |  | Bill Wolf | Michael Reaves                         |  |  | 1989              |  |        |  |  |
| 60 |  | "Mr. Ogg Goes to Town"                                                       |  | Bill Wolf | David Wise                             |  |  | 1989              |  |        |  |  |
| 61 |  | "Shredderville"                                                              |  | Bill Wolf | Francis Moss                           |  |  | 18 december 1989  |  |        |  |  |
| 62 |  | "Bye Bye Fly"                                                                |  | Bill Wolf | David Wise                             |  |  | 19 december 1989  |  |        |  |  |
| 63 |  | "The Big Rip Off"                                                            |  | Bill Wolf | Michael Reaves                         |  |  | 20 december 1989  |  |        |  |  |
| 64 |  | "The Big Break-In"                                                           |  | Bill Wolf | David Wise                             |  |  | 21 december 1989  |  |        |  |  |
| 65 |  | "The Big Blow Out"                                                           |  | Bill Wolf | David Wise                             |  |  | 22 december 1989  |  |        |  |  |

### Säsong 4 (1990-1991)
| Nr  |  | Titel                                       |  | Regissör  | Manus                        |  |  | Originalvisning                        |                  | TV-kod |  |  |
| --- |  | ------------------------------------------- |  | --------- | ---------------------------- |  |  | -------------------------------------- | ---------------- | ------ |  |  |
| 106 |  | "The Turtles and the Hare"                  |  | Bill Wolf | Misty Taggart                |  |  | 28 mars 1991                           |                  |        |  |  |
| 107 |  | "Once Upon a Time Machine"                  |  | Bill Wolf | Michael Maurer               |  |  | 29 mars 1991                           |                  |        |  |  |
| 66  |  | "Plan 6 from Outer Space"                   |  | Bill Wolf | David Wise                   |  |  | 10 september 1990                      |                  |        |  |  |
| 67  |  | "Turtles of the Jungle"                     |  | Bill Wolf | Misty Taggart                |  |  | 11 september 1990                      |                  |        |  |  |
| 68  |  | "Michelangelo Toys Around"                  |  | Bill Wolf | Ted Pedersen, Francis Moss   |  |  | 12 september 1990                      |                  |        |  |  |
| 69  |  | "Peking Turtle"                             |  | Bill Wolf | Antonio Ortiz, Carmela Ortiz |  |  | 13 september 1990                      |                  |        |  |  |
| 70  |  | "Shredder's Mom"                            |  | Bill Wolf | Ted Pedersen, Francis Moss   |  |  | 14 september 1990                      |                  |        |  |  |
| 71  |  | "Four Turtles and a Baby"                   |  | Bill Wolf | Misty Taggart                |  |  | 17 september 1990                      |                  |        |  |  |
| 72  |  | "Turtlemaniac"                              |  | Bill Wolf | Rowby Goren                  |  |  | 18 september 1990                      |                  |        |  |  |
| 73  |  | "Rondo in New York"                         |  | Bill Wolf | Francis Moss, Ted Pedersen   |  |  | 19 september 1990                      |                  |        |  |  |
| 74  |  | "Planet of the Turtles"                     |  | Bill Wolf | George Shea                  |  |  | 20 september 1990                      |                  |        |  |  |
| 75  |  | "Name That Toon"                            |  | Bill Wolf | Misty Taggart                |  |  | 21 september 1990                      |                  |        |  |  |
| 77  |  | "Menace, Maestro Please"                    |  | Bill Wolf | Martin Pasko                 |  |  | 24 september 1990                      |                  |        |  |  |
| 78  |  | "Super Hero for a Day"                      |  | Bill Wolf | Francis Moss, Ted Pedersen   |  |  | 25 september 1990                      |                  |        |  |  |
| 79  |  | "Back to the Egg"                           |  | Bill Wolf | Dennis Marks                 |  |  | 26 september 1990                      |                  |        |  |  |
| 80  |  | "Son of Return of the Fly"                  |  | Bill Wolf | David Wise                   |  |  | 15 september 1990                      |                  |        |  |  |
| 81  |  | "Raphael Knocks 'em Dead"                   |  | Bill Wolf | Jack Mendelsohn              |  |  | 15 september 1990                      |                  |        |  |  |
| 82  |  | "Bebop and Rocksteady Conquer the Universe" |  | Bill Wolf | David Wise                   |  |  | 22 september 1990                      |                  |        |  |  |
| 83  |  | "Raphael Meets His Match"                   |  | Bill Wolf | Charles M. Howell IV         |  |  | 22 september 1990                      |                  |        |  |  |
| 84  |  | "Slash: The Evil Turtle from Dimension X"   |  | Bill Wolf | David Wise                   |  |  | 22 september 1990                      |                  |        |  |  |
| 85  |  | "Leonardo Lightens Up"                      |  | Bill Wolf | Dan di Stefano               |  |  | 29 september 1990                      |                  |        |  |  |
| 86  |  | "Were-Rats from Channel 6"                  |  | Bill Wolf | David Wise                   |  |  | 13 oktober 1990                        |                  |        |  |  |
| 87  |  | "Funny, They Shrunk Michaelangelo"          |  | Bill Wolf | Michael Edens                |  |  | 13 oktober 1990                        |                  |        |  |  |
| 88  |  | "The Big Zipp Attack"                       |  | Bill Wolf | David Wise                   |  |  | 20 oktober 1990                        |                  |        |  |  |
| 89  |  | "Donatello Makes Time"                      |  | Bill Wolf | Dennis Marks                 |  |  | 20 oktober 1990                        |                  |        |  |  |
| 90  |  | "Farewell, Lotus Blossom"                   |  | Bill Wolf | David Wise                   |  |  | 27 oktober 1990                        |                  |        |  |  |
| 91  |  | "Rebel Without a Fin"                       |  | Bill Wolf | Michael Reaves               |  |  | 27 oktober 1990                        |                  |        |  |  |
| 92  |  | "The Adventures of Rhino-Man"               |  | Bill Wolf | David Wise                   |  |  | 3 oktober 1990                         |                  |        |  |  |
| 93  |  | "Michaelangelo Meets Bugman"                |  | Bill Wolf | Dennis Marks                 |  |  | 3 november 1990                        |                  |        |  |  |
| 94  |  | "Poor Little Rich Turtle"                   |  | Bill Wolf | David Wise                   |  |  | 10 november 1990                       |                  |        |  |  |
| 95  |  | "What's Michaelangelo Good For?"            |  | Bill Wolf | Ted Pedersen, Francis Moss   |  |  | 10 november 1990                       |                  |        |  |  |
| 96  |  | "The Dimension X Story"                     |  | Bill Wolf | David Wise                   |  |  | 8 september 1990                       |                  |        |  |  |
| 97  |  | "Donatello's Degree"                        |  | Bill Wolf | Jack Mendelsohn              |  |  | 8 september 1990                       |                  |        |  |  |
| 98  |  | "The Big Cufflink Caper!"                   |  | Bill Wolf | David Wise                   |  |  | 14 september 1990 (bästa sändningstid) | 17 november 1990 |        |  |  |
| 99  |  | "Leonardo VS Tempestra"                     |  | Bill Wolf | Misty Taggart                |  |  | 17 november 1990                       |                  |        |  |  |
| 100 |  | "Splinter Vanishes"                         |  | Bill Wolf | Francis Moss, Ted Pedersen   |  |  | 24 november 1990                       |                  |        |  |  |
| 101 |  | "Raphael Drives 'em Wild"                   |  | Bill Wolf | Misty Taggart                |  |  | 24 november 1990                       |                  |        |  |  |
| 102 |  | "Beyond the Donatello Nebula"               |  | Bill Wolf | Dennis O'Flaherty            |  |  | 1 december 1990                        |                  |        |  |  |
| 103 |  | "Big Bug Blunder"                           |  | Bill Wolf | Michael Reeves               |  |  | 1 december 1990                        |                  |        |  |  |
| 104 |  | "The Foot Soldiers Are Revolting"           |  | Bill Wolf | Michael Reaves               |  |  | 8 december 1990                        |                  |        |  |  |
| 105 |  | "Unidentified Flying Leonardo"              |  | Bill Wolf | Sean Roche                   |  |  | 8 december 1990                        |                  |        |  |  |

### Säsong 5 (1991)
| Nr  |  | Titel                                       |  | Regissör  | Manus                               |  |  | Originalvisning                      |                          | TV-kod |  |  |
| --- |  | ------------------------------------------- |  | --------- | ----------------------------------- |  |  | ------------------------------------ | ------------------------ | ------ |  |  |
| 108 |  | "My Brother, the Bad Guy"                   |  | Bill Wolf | Dennis O'Flaherty                   |  |  | 14 september 1991                    |                          |        |  |  |
| 109 |  | "Michaelangelo Meets Mondo Gecko"           |  | Bill Wolf | Gary Greenfield                     |  |  | 14 september 1991                    |                          |        |  |  |
| 110 |  | "Enter Mutagen Man"                         |  | Bill Wolf | David Wise                          |  |  | 21 september 1991                    |                          |        |  |  |
| 111 |  | "Donatello's Badd Time"                     |  | Bill Wolf | Misty Taggart                       |  |  | 21 september 1991                    |                          |        |  |  |
| 112 |  | "Michaelangelo Meets Bugman Again"          |  | Bill Wolf | David Wise                          |  |  | 28 september 1991                    |                          |        |  |  |
| 113 |  | "Muckman Messes Up"                         |  | Bill Wolf | Francis Moss, Ted Pedersen          |  |  | 28 september 1991                    |                          |        |  |  |
| 114 |  | "Napoleon Bonafrog: Colossus of the Swamps" |  | Bill Wolf | Dennis O'Flaherty                   |  |  | 5 oktober 1991                       |                          |        |  |  |
| 115 |  | "Raphael Versus the Volcano"                |  | Bill Wolf | Carole Mendelsohn                   |  |  | 5 oktober 1991                       |                          |        |  |  |
| 116 |  | "Landlord of the Flies"                     |  | Bill Wolf | Gordon Bressack                     |  |  | 19 oktober 1991                      |                          |        |  |  |
| 117 |  | "Donatello's Duplicate"                     |  | Bill Wolf | Jack Mendelsohn & Carole Mendelsohn |  |  | 19 oktober 1991                      |                          |        |  |  |
| 118 |  | "The Ice Creature Cometh"                   |  | Bill Wolf | David Wise                          |  |  | 26 oktober 1991                      |                          |        |  |  |
| 119 |  | "Leonardo Cuts Loose"                       |  | Bill Wolf | David Wise                          |  |  | 26 oktober 1991                      |                          |        |  |  |
| 120 |  | "Pirate Radio"                              |  | Bill Wolf | Misty Taggart                       |  |  | 2 november 1991                      |                          |        |  |  |
| 121 |  | "Turtle of a Thousand Faces"                |  | Bill Wolf | Dennis O'Flaherty                   |  |  | 2 november 1991                      |                          |        |  |  |
| 122 |  | "Leonardo, Renaissance Turtle"              |  | Bill Wolf | Dennis O'Flaherty                   |  |  | 9 november 1991                      |                          |        |  |  |
| 123 |  | "Zach and the Alien Invaders"               |  | Bill Wolf | Francis Moss, Ted Pedersen          |  |  | 9 november 1991                      |                          |        |  |  |
| 124 |  | "Welcome Back, Polarisoids"                 |  | Bill Wolf | Misty Taggart                       |  |  | 16 november 1991                     |                          |        |  |  |
| 125 |  | "Michaelangelo, the Sacred Turtle"          |  | Bill Wolf | Dennis O'Flaherty                   |  |  | 16 november 1991                     |                          |        |  |  |
| 126 |  | "Planet of the Turtleoids, Part 1"          |  | Bill Wolf | David Wise                          |  |  | 31 augusti 1991 (bästa sändningstid) | 26 oktober 1991 (lördag) |        |  |  |
| 127 |  | "Planet of the Turtleoids, Part 2"          |  | Bill Wolf | David Wise                          |  |  | 31 augusti 1991 (bästa sändningstid) | 26 oktober 1991 (lördag) |        |  |  |

### Säsong 6 (1992)
| Nr  |  | Titel                          |  | Regissör  | Manus                              |  |  | Originalvisning |  | TV-kod |  |  |
| --- |  | ------------------------------ |  | --------- | ---------------------------------- |  |  | --------------- |  | ------ |  |  |
| 128 |  | "Rock Around the Block"        |  | Bill Wolf | David Wise                         |  |  | 1992            |  |        |  |  |
| 129 |  | "Krangenstein Lives!"          |  | Bill Wolf | David Wise                         |  |  | 1992            |  |        |  |  |
| 130 |  | "Super Irma"                   |  | Bill Wolf | David Wise                         |  |  | 1992            |  |        |  |  |
| 131 |  | "Adventures in Turtle-Sitting" |  | Bill Wolf | Jack Mendelsohn, Carole Mendelsohn |  |  | 1992            |  |        |  |  |
| 132 |  | "The Sword of Yurikawa"        |  | Bill Wolf | Marc Handler                       |  |  | 1992            |  |        |  |  |
| 133 |  | "Return of the Turtleoid"      |  | Bill Wolf | David Wise                         |  |  | 1992            |  |        |  |  |
| 134 |  | "Shreeka's Revenge"            |  | Bill Wolf | Jack Mendelsohn, Carole Mendelsohn |  |  | 1992            |  |        |  |  |
| 135 |  | "Too Hot to Handle"            |  | Bill Wolf | Jack Mendelsohn, Carole Mendelsohn |  |  | 1992            |  |        |  |  |
| 136 |  | "Nightmare in the Lair"        |  | Bill Wolf | Dennis O'Flaherty                  |  |  | 1992            |  |        |  |  |
| 137 |  | "Phantom of the Sewers"        |  | Bill Wolf | David Wise                         |  |  | 1992            |  |        |  |  |
| 138 |  | "Donatello Trashes Slash"      |  | Bill Wolf | David Wise                         |  |  | 1992            |  |        |  |  |
| 139 |  | "Leonardo is Missing"          |  | Bill Wolf | David Wise                         |  |  | 1992            |  |        |  |  |
| 140 |  | "Snakes Alive!"                |  | Bill Wolf | David Wise                         |  |  | 1992            |  |        |  |  |
| 141 |  | "Polly Wanna Pizza"            |  | Bill Wolf | Jack Mendelsohn                    |  |  | 1992            |  |        |  |  |
| 142 |  | "Mr. Nice Guy"                 |  | Bill Wolf | Steve Granat, Cydne Clark          |  |  | 1992            |  |        |  |  |
| 143 |  | "Sleuth on the Loose"          |  | Bill Wolf | Matt Uitz                          |  |  | 1992            |  |        |  |  |

### Vacation in Europe
| Nr  |  | Titel                           |  | Regissör          | Manus                         |  |  | Originalvisning          |                         | TV-kod |  |  |
| --- |  | ------------------------------- |  | ----------------- | ----------------------------- |  |  | ------------------------ | ----------------------- | ------ |  |  |
| 144 |  | "Tower of Power"                |  | Tor Clockey       | Michael Edens                 |  |  | 1990 (Republiken Irland) | 18 september 1993 (USA) | EU1    |  |  |
| 145 |  | "Rust Never Sleeps"             |  | Bruno-Rene Huchez | Lee Schneider, Matthew Malach |  |  | 1990 (Republiken Irland) | 18 september 1993 (USA) | EU2    |  |  |
| 146 |  | "A Real Snow Job"               |  | Bruno-Rene Huchez | Misty Taggart                 |  |  | 1990 (Republiken Irland) | 25 september 1993 (USA) | EU3    |  |  |
| 147 |  | "Venice on the Half-Shell"      |  | Bruno-Rene Huchez | Misty Taggart                 |  |  | 1990 (Republiken Irland) | 25 september 1993 (USA) | EU4    |  |  |
| 148 |  | "Artless"                       |  | Bruno-Rene Huchez | Doug Molitor                  |  |  | 1990 (Republiken Irland) | 2 oktober 1993 (USA)    | EU5    |  |  |
| 149 |  | "Ring of Fire"                  |  | Bruno-Rene Huchez | Michael Edens                 |  |  | 1990 (Republiken Irland) | 2 oktober 1993 (USA)    | EU6    |  |  |
| 150 |  | "The Irish Jig is Up"           |  | Bruno-Rene Huchez | Carole Mendelsohn, John Fox   |  |  | 1990 (Republiken Irland) | 9 oktober 1993 (USA)    | EU7    |  |  |
| 151 |  | "Shredder's New Sword"          |  | Bruno-Rene Huchez | Francis Moss, Ted Pedersen    |  |  | 1990 (Republiken Irland) | 9 oktober 1993 (USA)    | EU8    |  |  |
| 152 |  | "The Lost Queen of Atlantis"    |  | Bruno-Rene Huchez | Michael Edens                 |  |  | 1990 (Republiken Irland) | 16 oktober 1993 (USA)   | EU9    |  |  |
| 153 |  | "Turtles on the Orient Express" |  | Bruno-Rene Huchez | Doug Molitor                  |  |  | 1990 (Republiken Irland) | 16 oktober 1993 (USA)   | EU10   |  |  |
| 154 |  | "April Gets in Dutch"           |  | Bruno-Rene Huchez | Misty Taggart                 |  |  | 1990 (Republiken Irland) | 23 oktober 1993 (USA)   | EU11   |  |  |
| 155 |  | "Northern Lights Out"           |  | Bruno-Rene Huchez | Francis Moss, Ted Pedersen    |  |  | 1990 (Republiken Irland) | 23 oktober 1993 (USA)   | EU12   |  |  |
| 156 |  | "Elementary, My Dear Turtle"    |  | Bruno-Rene Huchez | Dennis O'Flaherty             |  |  | 1990 (Republiken Irland) | 30 oktober 1993 (USA)   | EU13   |  |  |

### Huvudsäsongen
| Nr  |  | Titel                                      |  | Regissör  | Manus                  |  |  | Originalvisning  |  | TV-kod |  |  |
| --- |  | ------------------------------------------ |  | --------- | ---------------------- |  |  | ---------------- |  | ------ |  |  |
| 157 |  | "Night of the Dark Turtle"                 |  | Bill Wolf | Bill Hutten, Tony Love |  |  | 30 oktober 1993  |  |        |  |  |
| 158 |  | "The Starchild"                            |  | Bill Wolf | Bill Hutten, Tony Love |  |  | 6 november 1993  |  |        |  |  |
| 159 |  | "The Legend of Koji"                       |  | Bill Wolf | Bill Hutten, Tony Love |  |  | 6 november 1993  |  |        |  |  |
| 160 |  | "Convicts from Dimension X"                |  | Bill Wolf | Bill Hutten, Tony Love |  |  | 13 november 1993 |  |        |  |  |
| 161 |  | "White Belt, Black Heart"                  |  | Bill Wolf | Bill Hutten, Tony Love |  |  | 13 november 1993 |  |        |  |  |
| 162 |  | "Night of the Rogues"                      |  | Bill Wolf | Bill Hutten, Tony Love |  |  | 20 november 1993 |  |        |  |  |
| 163 |  | "Attack of the Neutrinos"                  |  | Bill Wolf | Bill Hutten, Tony Love |  |  | 20 november 1993 |  |        |  |  |
| 164 |  | "Escape from the Planet of the Turtleoids" |  | Bill Wolf | Bill Hutten, Tony Love |  |  | 27 november 1993 |  |        |  |  |
| 165 |  | "Revenge of the Fly"                       |  | Bill Wolf | Bill Hutten, Tony Love |  |  | 27 november 1993 |  |        |  |  |
| 166 |  | "Atlantis Awakes"                          |  | Bill Wolf | Bill Hutten, Tony Love |  |  | 4 december 1993  |  |        |  |  |
| 167 |  | "Dirk Savage: Mutant Hunter"               |  | Bill Wolf | Bill Hutten, Tony Love |  |  | 4 december 1993  |  |        |  |  |
| 168 |  | "Invasion of the Krangezoids"              |  | Bill Wolf | Bill Hutten, Tony Love |  |  | 11 december 1993 |  |        |  |  |
| 169 |  | "Combat Land"                              |  | Bill Wolf | Bill Hutten, Tony Love |  |  | 11 december 1993 |  |        |  |  |
| 170 |  | "Shredder Triumphant"                      |  | Bill Wolf | Bill Hutten, Tony Love |  |  | 18 december 1993 |  |        |  |  |

### Säsong 8 (1994)
| Nr  |  | Titel                   |  | Regissör  | Manus      |  |  | Originalvisning   |  | TV-kod |  |  |
| --- |  | ----------------------- |  | --------- | ---------- |  |  | ----------------- |  | ------ |  |  |
| 171 |  | "Get Shredder!"         |  | Tony Love | David Wise |  |  | 17 september 1994 |  |        |  |  |
| 172 |  | "Wrath of the Rat King" |  | Tony Love | David Wise |  |  | 24 september 1994 |  |        |  |  |
| 173 |  | "State of Shock"        |  | Tony Love | David Wise |  |  | 1 oktober 1994    |  |        |  |  |
| 174 |  | "Cry HAVOC!"            |  | Tony Love | David Wise |  |  | 8 oktober 1994    |  |        |  |  |
| 175 |  | "HAVOC in the Streets"  |  | Tony Love | David Wise |  |  | 15 oktober 1994   |  |        |  |  |
| 176 |  | "Enter: Krakus"         |  | Tony Love | David Wise |  |  | 22 oktober 1994   |  |        |  |  |
| 177 |  | "Cyber-Turtles"         |  | Tony Love | David Wise |  |  | 29 oktober 1994   |  |        |  |  |
| 178 |  | "Turtle Trek"           |  | Tony Love | David Wise |  |  | 5 november 1994   |  |        |  |  |

### Säsong 9 (1995)
| Nr  |  | Titel                  |  | Regissör  | Manus                   |  |  | Originalvisning   |  | TV-kod |  |  |
| --- |  | ---------------------- |  | --------- | ----------------------- |  |  | ----------------- |  | ------ |  |  |
| 179 |  | "The Unknown Ninja"    |  | Tony Love | Mark Edens, Bob Forward |  |  | 16 september 1995 |  |        |  |  |
| 180 |  | "Dregg of the Earth"   |  | Tony Love | Mark Edens, David Wise  |  |  | 23 september 1995 |  |        |  |  |
| 181 |  | "The Wrath of Medusa"  |  | Tony Love | David Wise              |  |  | 30 september 1995 |  |        |  |  |
| 182 |  | "The New Mutation"     |  | Tony Love | David Wise              |  |  | 7 oktober 1995    |  |        |  |  |
| 183 |  | "The Showdown"         |  | Tony Love | David Wise              |  |  | 14 oktober 1995   |  |        |  |  |
| 184 |  | "Split-Second"         |  | Tony Love | David Wise              |  |  | 21 oktober 1995   |  |        |  |  |
| 185 |  | "Carter, the Enforcer" |  | Tony Love | David Wise              |  |  | 28 oktober 1995   |  |        |  |  |
| 186 |  | "Doomquest"            |  | Tony Love | David Wise              |  |  | 4 november 1995   |  |        |  |  |

### Säsong 10 (1996)
| Nr  |  | Titel                           | Originalvisning   |
| --- |  | ------------------------------- | ----------------- |
| 187 |  | "The Return of Dregg"           | 14 september 1996 |
| 188 |  | "The Beginning of the End"      | 21 september 1996 |
| 189 |  | "The Power of Three"            | 28 september 1996 |
| 190 |  | "A Turtle in Time"              | 5 oktober 1996    |
| 191 |  | "Turtles to the Second Power"   | 12 oktober 1996   |
| 192 |  | "Mobster from Dimension X"      | 19 oktober 1996   |
| 193 |  | "The Day the Earth Disappeared" | 26 oktober 1996   |
| 194 |  | "Divide and Conquer"            | 2 november 1996   |